# Grande Prêmio do Canadá de 2013
O Grande Prêmio do Canadá de 2013  foi a sétima corrida da temporada de 2013 da Fórmula 1. A prova foi disputada no dia 7, 8 e 9 de Junho no Circuito Gilles Villeneuve, na cidade de Montreal.
O vencedor foi Sebastian Vettel, em segundo ficou Fernando Alonso e em terceiro ficou Lewis Hamilton.

## Transmissão para o Brasil
A corrida, iniciada às 15h (13h locais em Montreal) ao vivo pela Rede Globo, foi interrompida por volta das 15h50 para a exibição do jogo de futebol do Brasil e França, na Arena do Grêmio, em Porto Alegre, último jogo da Seleção Brasileira antes da estreia na Copa das Confederações.
Durante o primeiro tempo do jogo, a emissora exibiu ainda alguns momentos da prova, como a ultrapassagem de Felipe Massa sobre Kimi Raikkonen no fim para assumir o oitavo lugar ou a chegada de Sebastian Vettel, vencedor da prova.
Na TV aberta, a emissora preparou um compacto da corrida perto da meia-noite logo após a série Revenge.

## Notas

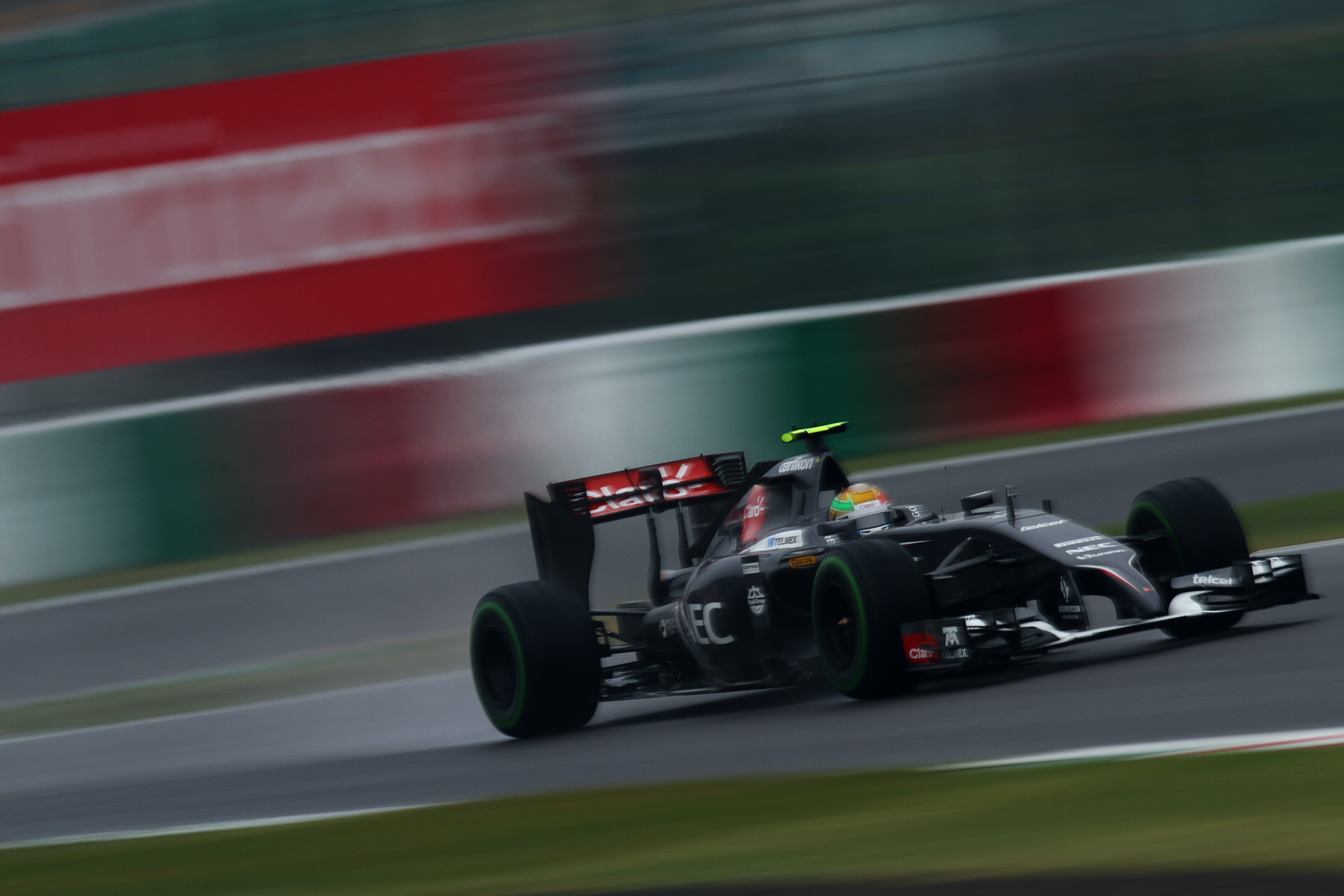
Carro que atropelou o fiscal de pista Mark Robinson

## Classificatório
| Pos | Nº | Piloto              | Equipe               | Q1       | Q2       | Q3       | voltas |
| --- | -- | ------------------- | -------------------- | -------- | -------- | -------- | ------ |
| 1   | 1  | Sebastian Vettel    | Red Bull-Renault     | 1:22:318 | 1:28:166 | 1:25:425 | 25     |
| 2   | 10 | Lewis Hamilton      | Mercedes             | 1:23:801 | 1:27:649 | 1:25:512 | 31     |
| 3   | 17 | Valtteri Bottas     | Williams-Renault     | 1:23:446 | 1:28:419 | 1:25:817 | 30     |
| 4   | 9  | Nico Rosberg        | Mercedes             | 1:23:840 | 1:28:420 | 1:26:008 | 32     |
| 5   | 2  | Mark Webber         | Red Bull-Renault     | 1:23:247 | 1:28:145 | 1:26:208 | 30     |
| 6   | 3  | Fernando Alonso     | Ferrari              | 1:23:224 | 1:28:788 | 1:26:504 | 30     |
| 7   | 18 | Jean-Eric Vergne    | Toro Rosso-Ferrari   | 1:24:159 | 1:28:527 | 1:26:543 | 32     |
| 8   | 15 | Adrian Sutil        | Force India-Mercedes | 1:24:551 | 1:28:779 | 1:27:348 | 29     |
| 9   | 7  | Kimi Raikkonen      | Lotus-Renault        | 1:24:451 | 1:28:667 | 1:27:432 | 321    |
| 10  | 19 | Daniel Ricciardo    | Toro Rosso-Ferrari   | 1:24:770 | 1:29:359 | 1:27:946 | 311    |
| 11  | 11 | Nico Hulkenberg     | Sauber-Ferrari       | 1:23:899 | 1:29:435 |          | 22     |
| 12  | 6  | Sergio Perez        | McLaren-Mercedes     | 1:24:176 | 1:29:761 |          | 23     |
| 13  | 16 | Pastor Maldonado    | Williams-Renault     | 1:24:776 | 1:29:917 |          | 24     |
| 14  | 5  | Jenson Button       | McLaren-Mercedes     | 1:24:021 | 1:30:068 |          | 22     |
| 15  | 12 | Esteban Gutierrez   | Sauber-Ferrari       | 1:24:408 | 1:30:315 |          | 24     |
| 16  | 4  | Felipe Massa        | Ferrari              | 1:23:735 | 1:30:354 |          | 20     |
| 17  | 14 | Paul di Resta       | Force India-Mercedes | 1:24:908 |          |          | 12     |
| 18  | 20 | Charles Pic         | Caterham-Renault     | 1:25:626 |          |          | 10     |
| 19  | 8  | Romain Grosjean     | Lotus-Renault        | 1:25:716 |          |          | 132    |
| 20  | 22 | Jules Bianchi       | Marussia-Cosworth    | 1:26:508 |          |          | 12     |
| 21  | 23 | Max Chilton         | Marussia-Cosworth    | 1:27:062 |          |          | 12     |
| 22  | 21 | Giedo van der Garde | Caterham-Renault     | 1:27:110 |          |          | 10     |
|     |    | Q1 107% Tempo       |                      | 1:28:080 |          |          |        |
|     |    |                     |                      |          |          |          |        |

## Corrida
| Pos | Nº | Piloto              | Equipe               | Voltas | Tempo             | Grelha | Pontos |
| 1   | 1  | Sebastian Vettel    | Red Bull-Renault     | 70     | 1h32m09s143mil    | 1      | 25     |
| 2   | 3  | Fernando Alonso     | Ferrari              | 70     | +14.4s            | 6      | 18     |
| 3   | 10 | Lewis Hamilton      | Mercedes             | 70     | +15.9s            | 2      | 15     |
| 4   | 2  | Mark Webber         | Red Bull-Renault     | 70     | +25.7s            | 5      | 12     |
| 5   | 9  | Nico Rosberg        | Mercedes             | 70     | 69.7s             | 4      | 10     |
| 6   | 18 | Jean-Eric Vergne    | STR-Ferrari          | 69     | +1 volta          | 7      | 8      |
| 7   | 14 | Paul di Resta       | Force India-Mercedes | 69     | +1 volta          | 17     | 6      |
| 8   | 4  | Felipe Massa        | Ferrari              | 69     | +1 volta          | 16     | 4      |
| 9   | 7  | Kimi Raikkonen      | Lotus-Renault        | 69     | +1 volta          | 11     | 2      |
| 10  | 15 | Adrian Sutil        | Force India-Mercedes | 69     | +1 volta          | 8      | 1      |
| 11  | 6  | Sergio Perez        | McLaren-Mercedes     | 69     | +1 volta          | 10     |        |
| 12  | 5  | Jenson Button       | McLaren-Mercedes     | 69     | +1 volta          | 14     |        |
| 13  | 8  | Romain Grosjean     | Lotus-Renault        | 69     | +1 volta          | 22     |        |
| 14  | 17 | Valtteri Bottas     | Williams-Renault     | 69     | +1 volta          | 3      |        |
| 15  | 19 | Daniel Ricciardo    | STR-Ferrari          | 68     | +2 volta          | 12     |        |
| 16  | 16 | Pastor Maldonado    | Williams-Renault     | 68     | +2 volta          | 13     |        |
| 17  | 22 | Jules Bianchi       | Marussia-Cosworth    | 68     | +2 volta          | 19     |        |
| 18  | 20 | Charles Pic         | Caterham-Renault     | 67     | +3 volta          | 18     |        |
| 19  | 23 | Max Chilton         | Marussia-Cosworth    | 67     | +3 volta          | 20     |        |
| 20  | 12 | Esteban Gutierrez   | Sauber-Ferrari       | 63     | Acidente          | 15     |        |
| Ret | 11 | Nico Hulkenberg     | Sauber-Ferrari       | 45     | Danos de Acidente | 9      |        |
| Ret | 21 | Giedo van der Garde | Caterham-Renault     | 43     | Acidente          | 21     |        |

### Pontuação do Campeonato Após a Corrida
| Pos | Piloto           | Pontos | Var     |
| --- | ---------------- | ------ | ------- |
| 1   | Sebastian Vettel | 132    | Estável |
| 2   | Fernando Alonso  | 96     | 1       |
| 3   | Kimi Raikkonen   | 88     | 1       |
| 4   | Lewis Hamilton   | 77     | Estável |
| 5   | Mark Webber      | 69     | Estável |

| Pos | Piloto               | Pontos | Var     |
| --- | -------------------- | ------ | ------- |
| 1   | Red Bull-Renault     | 201    | Estável |
| 2   | Ferrari              | 145    | Estável |
| 3   | Mercedes             | 134    | 1       |
| 4   | Lotus-Renault        | 114    | 1       |
| 5   | Force India-Mercedes | 51     | Estável |